# Extincteur automatique à eau
Pour les articles homonymes, voir Asperseur, Extincteur et Gicleur.
Une installation fixe d'extinction automatique à eau (IFEA ou IEA), dénommée aussi sprinkler (francisé en sprinkleur) ou gicleur au Canada, est un appareil d'extinction se déclenchant en cas de chaleur excessive dans un local ou un site à protéger lors d'un incendie. Ce système, qui est mis en réseau au-dessus de la zone à protéger, comporte trois éléments constitutifs : des têtes extinctrices (buses) vissées sur des canalisations, le tout relié à un poste de contrôle qui régule l'arrivée de l'eau.
Une augmentation anormale de la température entraîne la rupture de l'ampoule ou la fonte du fusible qui maintient la tête fermée. La canalisation d'eau sous pression permanente, connectée à la tête, alimente celle-ci pour arroser par brumisation la zone enflammée. Son déclenchement ne nécessite aucune intervention humaine. La circulation d'eau dans les canalisations actionne une cloche hydraulique donnant l'alarme au niveau du poste de contrôle (et renvoie une alarme vers le poste de sécurité grâce au pressostat).

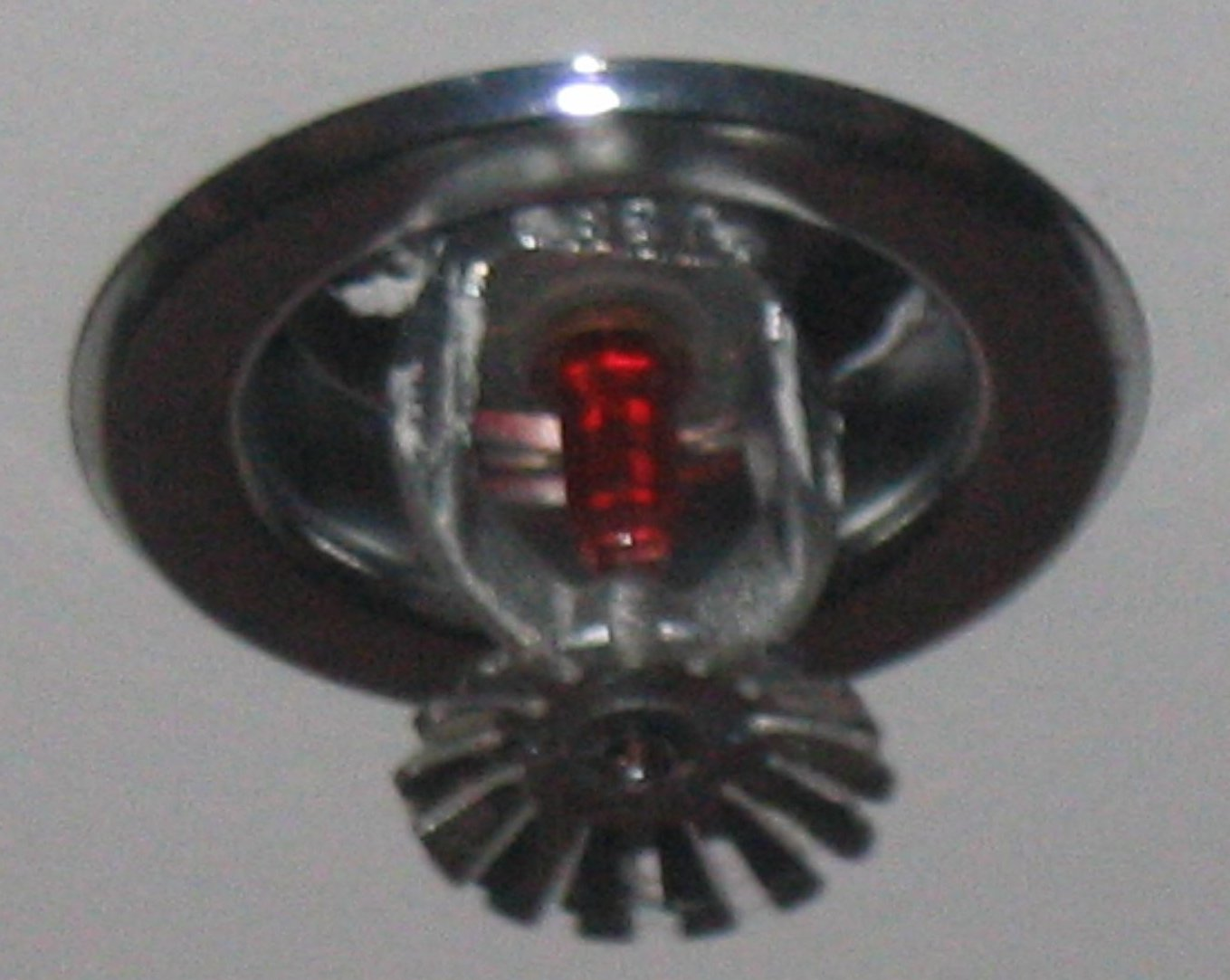
Extincteur automatique à eau avec l'ampoule de détection de chaleur en rouge.

## Historique
- Poudrières ;
- Entrepôts de coton aux États-Unis ;
- Création de la première installation anti-incendie en 1883
- Création du premier extincteur automatique à eau en métal par Emil Tyden en 1897, remplacé plus tard par le gicleur actuel avec une ampoule en verre.

## Principes et mise en œuvre

### Principes

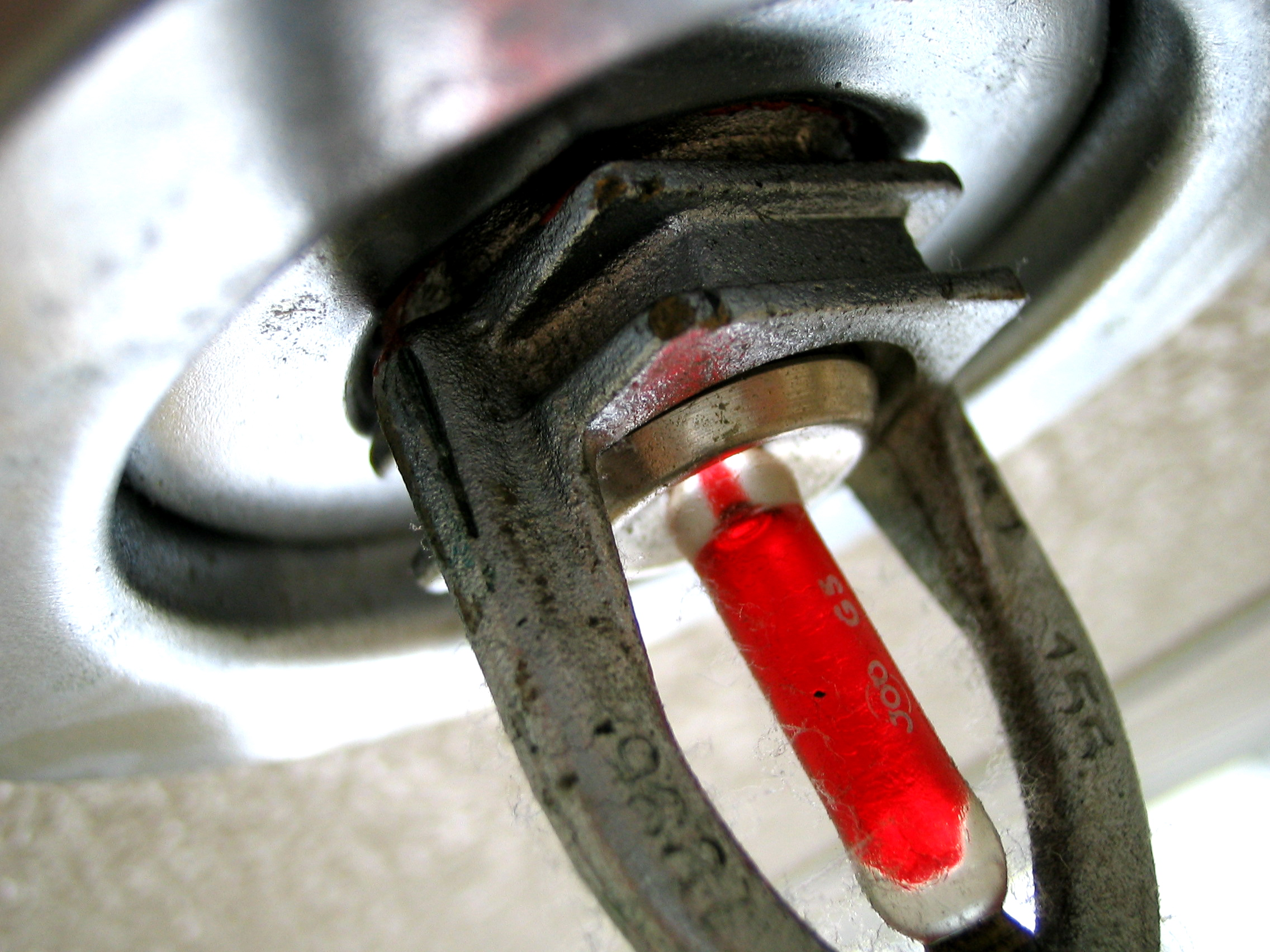
Détails d’un extincteur automatique à eau.

Le système permet de protéger les biens et les personnes contre le risque incendie. Sa mise en œuvre automatique le rend opérant jour et nuit.
Les trois fonctions de base d’une installation sont de :
- Surveiller en permanence un risque ;
- Déclencher l'alarme incendie en cas de fonctionnement ;
- Selon sa conception, il est possible d’éteindre l’incendie, de le contenir, ou de refroidir des structures.

Le système de protection incendie par brouillard d’eau est un système particulier et consiste à délivrer la quantité de brouillard apte à lutter contre le type d’incendie redouté sur une zone quand un incendie est détecté. La brumisation est maintenue tant que l’extinction n’est pas réalisée ou jusqu’à l’intervention des secours. Il existe deux systèmes de brumisation : le système de brouillard d'eau à haute pression et celui à basse pression.
Lorsqu’un incendie survient, les gaz chauds dégagés s’élèvent et atteignent une des têtes de gicleur réparties sur le plafond. À une température fixée, l’ampoule ou le fusible qui maintient la tête fermée est détruite (l’ampoule contient un liquide qui exerce une pression sur la paroi en verre sous l’effet de la chaleur et qui rompt ainsi cette fine paroi de l’ampoule ; les éléments fusibles faits de matière plastique sont de plus en plus utilisés). La pression d’eau (pour une installation sous eau) permanente dans la canalisation sur laquelle est posée la tête se libère au travers de la tête, arrosant ainsi la zone enflammée.
La chute de pression provoquée par l’ouverture de la tête conduit la ou les pompes à entrer en action pour maintenir la pression et l’alimentation en eau de la tête. Le passage de l’eau au niveau du poste de contrôle actionne une cloche hydraulique et un pressostat qui donnent l’alarme (avec un renvoi sur une centrale d’alarme incendie pour le pressostat). Si l’incendie n’est pas maîtrisé à ce stade, l’accroissement du dégagement de chaleur entraîne l’ouverture de têtes supplémentaires. Aucune surveillance humaine n’est donc requise, si ce n’est pour arrêter l’installation après extinction du feu (par le préposé ou par les secours avec accord du responsable du site).
L’efficacité du système repose sur une adéquation parfaite entre, d’une part, le débit des têtes, leur densité d’implantation, la configuration du réseau et les ressources en eau disponibles, et, d’autre part, la nature des biens protégés (potentiel calorifique et débit calorifique, vitesse de propagation, solide, liquide ou gazeux…) et leur mode d’entreposage. La majeure partie des cas où l’installation de tels extincteurs a échoué ressort d’actes de malveillance (fermeture de vanne ou mise hors service), d’un manque d’entretien, ou d’un dépassement des conditions (hauteur de stockage) prévues à la conception. Afin d’éviter les mauvaises conceptions ou mauvaises mises en œuvre, il est fortement conseillé de faire appel à un installateur compétent.
Prévus pour contenir l’incendie, les gicleurs parviennent, d’après le retour d’expérience, à éteindre le feu qui les a déclenchés. Un système d’extinction utilisant des têtes de type ESFR (Early Suppression Fast Reponse) sera conçu pour éteindre un feu, sa mise en œuvre délicate ne pourra se faire que dans des bâtiments ayant une architecture adéquate, pour des hauteurs, configurations, et types de marchandises admissibles.

### Statistiques
Les statistiques montrent que 80 % des incendies sont maîtrisés ou éteints avec moins de 5 gicleurs ; 95 % des départs de feux sont maîtrisés par l’installation d’extincteurs automatique à eau. Mais l’efficacité du sprinkler est vraisemblablement supérieure à ce qu'indiquent ces données, le pourcentage d’échec pouvant être en partie expliqué par le fait que les départs de feu maîtrisés avant d’avoir occasionné de gros dégâts ne sont pas tous déclarés.
Des idées reçues existent sur ces systèmes. Certains films laissent penser qu’approcher une source de chaleur d’une tête de gicleur déclencherait l’intégralité des têtes présentes dans le bâtiment de bureau qui les abrite. Or dans la réalité, en dehors d’installations industrielles très particulières (systèmes « déluge »), chaque tête est indépendante et n’apporte de l’eau que sur la zone enflammée.
Certains industriels redoutent aussi l’effet de l’eau sur leurs stockages ou leurs installations techniques (machine-outil, informatique…). Or, le gicleur ne se déclenchant qu’en cas d’incendie avéré et au-dessus de la zone en feu, on peut considérer qu’un appareil touché est déjà une non-valeur du point de vue comptable. De plus, la décontamination des appareils ayant subi des dégâts des eaux est une opération connue et parfaitement maîtrisée si elle est ordonnée rapidement. On peut toutefois mettre en place des paniers de protection au niveau des têtes afin de les protéger contre le risque de choc.

### Mise en œuvre
Les éléments qui participent au fonctionnement du système d’extincteur automatique à eau sont les suivants.

#### Sources d’eau
Suivant les normes appliquées, le nombre de sources d’eau peut changer. Une source d’eau peut être de différentes sortes mais dans la plupart des cas elle est composée d’une pompe et d’une réserve. Les règles assurantielles éditées par la société CNPP prévoient dans la majorité des cas :
- Une source A, dite "limitée" (alimente 5 têtes au point le plus défavorisé, pendant 30 minutes) ;
- Une source B dite "inépuisable", par abus de langage puisque la capacité est elle-même limitée à la durée de fonctionnement (alimente le débit théorique pendant une durée dépendant du risque et du système, de 30 minutes à 2 heures) ;

Le réseau de gicleurs peut, dans certains cas, être raccordé au réseau d’eau de ville. Dans ce cas, suivant l’APSAD R1, le principe est de s’assurer que ledit réseau peut alimenter : l’installation de gicleurs, les hydrants utilisables par les services de secours (P.I., RIA, rideaux d’eau…) et les besoins courants du secteur géographique desservi.
Les sources d’eau, dans certains cas, peuvent être communes à d’autres moyens d’extinction (PI, RIA, déluges…). Le principe, en règle APSAD R1, est de majorer en conséquence le débit des pompes, le volume des réserves…

##### Pompes
En certification APSAD on retrouvera dans la majorité des cas :
- 1 pompe A électro-pompe doit pouvoir alimenter 5 têtes
- 1 pompe B motopompe doit pouvoir alimenter la surface impliquée (surface de déclenchement simultané de sprinkleurs) pour une densité (l/min/m²), ou un nombre de sprinkleurs pour une pression minimale (cas ESFR et CMSA), définis par conception.
- 1 pompe jockey qui maintient le réseau en pression (environ 11 bars).

Nota : la source A peut être équipée par une motopompe

##### Réserves
Dans le cas de réserves intégrales, leur volume est calculé pour assurer la durée de fonctionnement définie. Suivant les référentiels, le débit de référence pour le calcul du volume de la réserve diffère.
Celles-ci peuvent être maçonnées ou dans la plupart des cas métalliques aériennes :
- Réserve principale : de 200 m3 à plus de 1 000 m3 ;
- Réserve dite « limitée » (APSAD, règlement ERP) : 30 m3 à plus de 50 m3.

#### Postes de contrôle
- Poste sous eau ;
- Poste glycol + eau ;
- Poste sous air ;
- Poste sous vide[2] ;
- Poste alternatif (air/eau passage sous air lorsqu’il y a risque de gel, en hiver) ; (abandonné : corrosion accélérée).
- Poste à préaction type A, B ou C ; (l’envahissement d’eau est conditionné au niveau du poste)
- Poste déluge (c’est lui qui contrôle les têtes ouvertes);
- Poste à mousse.

#### Tuyauteries
- Le collecteur d’alimentation (après le poste) ;
- Les antennes (tuyauterie où sont vissées les têtes de gicleurs).
- Les chandelles de la tête à l’antenne

La perte de charge dans les canalisations dépendant (entre autres) de leur diamètre et du débit, les tuyauteries doivent être dimensionnées afin que la source d’eau puisse couvrir en termes de pression et de débit le besoin hydraulique de conception.

#### Têtes de gicleurs

##### Types de têtes
- « Spray » debout seulement ;
- « Spray » pendant seulement ;
- Conventionnel debout/pendant (de moins en moins utilisée / interdites selon certains référentiels) ;
- Têtes murales (side wall) ;
- Têtes ESFR (entrepôt de logistique) ;
- Têtes ELO (entre dans la catégorie des sprays) ;
- Têtes CMSA (dont Ultra K17) ;
- Têtes à couverture étendue ;
- Gicleur à jet plat.

Ces têtes peuvent être déclinées en modèles sous vide (dry)

##### Températures de déclenchement
| Couleur          | orange | rouge | jaune | vert     | bleu | violet | noir      |
| ---------------- | ------ | ----- | ----- | -------- | ---- | ------ | --------- |
| Température (°C) | 57     | 68    | 79    | 93 à 100 | 141  | 183    | 227 à 343 |
| Température (°F) | 135    | 155   | 174   | 200      | 286  | 360    | 440 à 500 |

Note : il existe de nombreux types de têtes de gicleurs mais la plus courante est celle de 68 °C (ampoule rouge).

## Installations particulières
- ESFR (entrepôts de stockage) ;
- Grosses gouttes (stockage de bobines de papiers entre autres) ;
- Brouillard d’eau ;
- Additifs : type AFFF (agent formant un film flottant, bas foisonnement) ou « mouillants ».

## Législation et norme

### États-Unis d’Amérique
- Règles Factory Mutual : règle de l’assureur FM Global
- NFPA 13, 20, 30 : sert souvent de standard pour les multinationales

### France
- Norme NF EN 12845 : norme française (mise en application rendue obligatoire par l'arrêté du 12/10/2006 paru au JO du 01/11/2006).
- Norme NFS 62-210 (remplacée par la norme NF EN 12845).
- Règle APSAD R1 spécifiquement française (80 % du marché en France) ; elle s’inscrit dans un système faisant intervenir des installateurs certifiés, une visite de conformité de chaque installation par le CNPP pour obtention d’un certificat de conformité N1, et un suivi par un vérificateur semestriel certifié.

Toutes ces normes ou règles sont de caractère non obligatoire sauf dans certains cas (ERP, IGH, parkings…).
En effet, dans le règlement ERP (établissements recevant du public), le sprinkleur est rendu obligatoire au-delà de 3 000 m2 dans les établissements de type M (magasins, centres commerciaux). La norme obligatoire est la NFEN 12845, avec quelques aménagements acceptés dans le règlement ERP. Il est toutefois possible d’appliquer la règle R1 2015 qui intègre les exigences de la norme européenne.
Par ailleurs, certaines normes ou référentiels peuvent être rendus obligatoires ponctuellement par arrêtés d’autorisation ou d’enregistrement dans le cas des ICPE (installations classées pour la protection de l’environnement).
Dans la majorité des cas, c’est l’assureur du site qui demande la mise en place d’un système sprinkleur. Il peut émettre sa préférence pour un référentiel en particulier.

### Royaume-Uni
Les sprinklers sont obligatoires dans tout nouveau bâtiment scolaire en Écosse et au pays de Galles. En Angleterre en 2019, seulement 15 % des écoles nouvelles, 4 % des tours de logements sociaux et 13 % des nouvelles tours d'habitation étaient équipées de sprinklers. Les sapeurs-pompiers britanniques demandent une loi pour les rendre obligatoires dans tous les nouveaux immeubles d'habitation. En cas d'incendie, les sprinklers donnent aux personnes une chance de survie de 99 %.

## Conception
Afin de concevoir au mieux ce type d'installations, les maîtres d'ouvrages passent par les services de bureaux d'études en sécurité incendie qui les aident de la conception à la réception des installations. Cela permet d'avoir un acteur indépendant de la phase d'installation vis-à-vis des standards assureurs et de la réglementation.